# Vadim Panov
Vadim Panov (nacido el 15 de noviembre de 1972) es un escritor ruso de fantasía y ciencia ficción. 

## Biografía
Vadim Panov nació en una familia de militares, lo que le obligaba a cambiar a menudo de lugar de residencia y de escuela.
En 1983, su familia se trasladó a Moscú, donde Vadim ingresó en el Instituto de Aviación en 1989. Después de graduarse, se dedicó a los negocios.
Su carrera literaria comenzó en 2001, siendo su obra más conocida  la serie de novelas La ciudad secreta.
Sus obras han sido traducidas a diversos idiomas.
En abril de 2013 fue nominado como candidato a los Premios Europeos de Ciencia Ficción que otorga la European Science Fiction Society (ESFS).
Está casado y tiene dos hijas. 